# Day of Silence
Day of Silence är en årlig aktion för att protestera mot det dåliga sätt på vilket homosexuella, bisexuella och trans-studenter (HBT), och de som stöder dem, ibland bemöts både i skolan och utanför. Studenterna avlägger ett tysthetslöfte för en hel dag för att symbolisera det sätt som HBT-studenter och de som stöder dem tystas ned.
Det hela började 1997 och hålls sedan dess en gång om året på en dag i april. Day of Silence 2011 hölls fredagen den 15 april.

## Organisering
I USA organiseras Day of Silence av Gay, Lesbian and Straight Education Network (GLSEN) och United States Student Association (USSA). Enligt en undersökning gjord av GLSEN deltog över 450 000 studenter på fler än 4000 skolor i Day of Silence 2006.
Studenter som vill organisera detta på sin skola ombeds att be om tillstånd från skolan innan de organiserar det hela, men detta är inte ett tvång.

## Själva aktionen
Eftersom det är en studentledd aktion, tar det hela plats i skolan. De elever som avlagt tysthetslöfte är då tysta hela dagen eller i alla fall en del av dagen. Eleverna bör helst vänta en lektion eller två för att få folks uppmärksamhet innan de delar ut så kallade "speaking cards" som förklarar varför de är tysta och vad det står för.
År 2007 stod det så här på korten:
| ” | Please understand my reasons for not speaking today. I am participating in the Day of Silence, a national youth movement protesting the silence faced by lesbian, gay, bisexual and transgender people and their allies in schools. My deliberate silence echoes that silence, which is caused by harassment, prejudice, and discrimination. I believe that ending the silence is the first step toward fighting these injustices. Think about the voices you are not hearing today. What are you going to do to end the silence? | „ |

Översatt till svenska:
| ” | Snälla, jag hoppas du förstår mina anledningar till att inte tala idag. Jag deltar i Day of Silence, en internationell ungdomsprotest mot den tystnad som HBT-personer och de som stödjer dem ofta möts av i skolan. Min tystnad är ett eko av den tystnad som framkallas av mobbning, förutfattade meningar och diskriminering. Jag tror att om man får ett slut på tystnaden tar vi ett steg närmare att bli av med dessa orättvisor. Tänk på de röster som du inte hör idag. Vad ska du göra för att få slut på tystnaden? | „ |

Detta kan också utökas med andra texter eller bilder. Vissa skolor tillverkar eller köper även in pins eller klistermärken som eleverna sätter på sina skåp eller kläder. Andra klär sig helt i svart med regnbågsfärgade band eller munkavlar för att visa vad de står för. Om skolan tillåter kan man även skicka ut meddelanden via högtalare eller liknande under dagen för att folk ska få reda på vad som pågår.
Oftast avslutas dagen med ett "bryt tystnaden" event där deltagande studenter samlas och deltar i aktiviteter, utbildning eller annat passande.

## Syfte
Day Of Silence är till för att få slut på mobbning, diskriminering och annat ofredande gentemot studenter.

## Historia
Det hela startades av Maria Pulzetti som organiserade den första lokala Day of Silence på University of Virginia 1996, då hon studerade där.
Året därpå utvecklade Pulzetti och den då 19-åriga Jessie Gilliam ett projekt som kunde användas nationellt. Det döptes till "National Day of Silence" och nästan 100 högskolor och universitet deltog. 1998 gick de ut mer med The Day of Silence Project och fick dubbelt så många deltagare som föregående år.
År 2000 föreslog man att dagen skulle bli ett officiellt projekt för organisationen GLSEN som utvecklade sitt första "studentledarskapsteam" som en del av Day of Silence.